# Les Bateries (Sant Feliu de Guíxols)
Les Bateries és el nom d'una urbanització del terme municipal de Sant Feliu de Guíxols, al Baix Empordà. Se situa a l'est respecte al nucli de població, i a una distància aproximada d'1,20 quilòmetres del centre de Sant Feliu. La seva superfície aproximada és de 10,68 hectàrees i el total de la població empadronada és de 85 persones.
La urbanització de Les Bateries se situa a l'est del nucli de Sant Feliu de Guíxols, població situada al centre de la Costa Brava, entre els municipis de Castell-Platja d'Aro i Santa Cristina d'Aro (Baix Empordà). El seu accés principal és el carrer Bateries, des de la carretera de Palamós. La urbanització es va desenvolupar al cim del Puig Gustinoi, situat entre els municipis de Sant Feliu i Castell-Platja d'Aro.
El nom de la urbanització, Les Bateries, es deu al fet que durant la Guerra Civil, al cim de la petit turó on avui trobem la urbanització, s'hi instal·laren les bateries antiaèries de l'exèrcit republicà, de les quals avui encara en resta una estructura de formigó reconvertida en mirador des d'on es té una vista de tota la badia de Sant Feliu i del Massís de l'Ardenya.

## Demografia

### Població
El total de població de la urbanització de Les Bateries empadronada al municipi de Sant Feliu de Guíxols és de 85 persones, 43 de les quals són homes, 42 de les quals són dones. El gruix principal de la població té una edat de més de 50 anys, sobretot cal destacar la població que se situa entre els 50 i els 54 anys. Pel que fa a la població jove, d'entre 0 a 20 anys, és inferior en nombre si ho comparem amb la resta. Aquestes dades ens indiquen un envelliment de la població, comparable a la tendència actual de la població catalana.
| EDATS           | Homes | %     | Dones | %      | TOTAL |
| --------------- | ----- | ----- | ----- | ------ | ----- |
| De 0 a 4 anys   | 1     | 50.00 | 1     | 50.00  | 2     |
| De 5 a 9 anys   | 3     | 75.00 | 1     | 25.00  | 4     |
| De 10 a 14 anys | 0     | 0.00  | 2     | 100.00 | 2     |
| De 15 a 19 anys | 1     | 50.00 | 1     | 50.00  | 2     |
| De 20 a 24 anys | 4     | 66.67 | 2     | 33.33  | 6     |
| De 25 a 29 anys | 4     | 75.14 | 3     | 42.86  | 7     |
| De 30 a 34 anys | 3     | 60.00 | 2     | 40.00  | 5     |
| De 35 a 39 anys | 2     | 50.00 | 2     | 50.00  | 4     |
| De 40 a 44 anys | 4     | 66.67 | 2     | 33.33  | 3     |
| De 45 a 49 anys | 1     | 33.33 | 2     | 66.67  | 3     |
| De 50 a 54 anys | 6     | 46.15 | 7     | 53.85  | 13    |
| De 55 a 59 anys | 3     | 60.00 | 2     | 40.00  | 5     |
| De 60 a 64 anys | 4     | 50.00 | 4     | 50.00  | 8     |
| De 65 a 69 anys | 2     | 33.33 | 4     | 66.67  | 6     |
| De 70 a 74 anys | 3     | 50.00 | 3     | 50.00  | 6     |
| De 75 a 79 anys | 2     | 33.33 | 4     | 66.67  | 6     |
| Total           | 43    | 50.59 | 42    | 49.41  | 85    |

Font: elaboració pròpia

### Nivell d'estudis
El nivell d'estudis de la població resident a la urbanització de Les Bateries es pot considerar relativament alt. Caldria destacar que bona part de la població té nivell universitari, la qual cosa podríem relacionar amb el nivell socioeconòmic alt pel que destaca el resident de la urbanització.
| ESTUDIS                                                          | Homes | Dones | TOTAL |
| ---------------------------------------------------------------- | ----- | ----- | ----- |
| No aplicable per ser menor de 16 anys                            | 3     | 3     | 6     |
| Sense estudis o primaris incomplets                              | 5     | 10    | 15    |
| Primaris, PUB o Batxillerat                                      | 13    | 10    | 23    |
| FP1, FP2, CFGM, CFGS, Oficialia industrial o Maestria industrial | 2     | 5     | 7     |
| Diplomatura, Llicenciatura o Grau                                | 18    | 14    | 32    |
| Doctorat i estudis de postgrau o especialització                 | 2     | -     | 2     |

Font: elaboració pròpia

### Lloc de naixement
La major part de la població resident a la urbanització de Les Bateries és d'origen espanyol. Cal destacar una elevada presència de residents russos, tendència que podem relaciona també amb l'increment del turisme de procedència russa a la Costa Brava, convertint-se en un mercat molt potent per la seva alta disponibilitat econòmica i per la qual poden invertir en el destí visitat.
| PAÍS DE NAIXEMENT | Homes | Dones | TOTAL |
| ----------------- | ----- | ----- | ----- |
| Bulgària          | 1     | 1     | 2     |
| Espanya           | 29    | 26    | 55    |
| França            | 3     | 4     | 7     |
| Països Baixos     | 2     | 1     | 3     |
| Alemanya          | 1     | 2     | 3     |
| URSS              | -     | 1     | 1     |
| Rússia            | 6     | 5     | 11    |
| Brasil            | -     | 1     | 1     |
| Colòmbia          | -     | 1     | 1     |
| Turquia           | 1     | -     | 1     |

Font: elaboració pròpia

## Tipologia de l'habitatge
El tipus d'habitatge pel qual destaca la urbanització de Les Bateries és de terrenys i edificacions grans, generalment unifamiliars, tot i la presència d'un bloc de pisos. A més, aquests habitatges són utilitzats principalment com a segones residències, ocupats durant els caps de setmana i dies festius. També cal destacar que la major part dels habitatges tenen piscina pròpia.

## Galeria fotogràfica
|  |  |  |  |  |  |